# Charlie Piggott

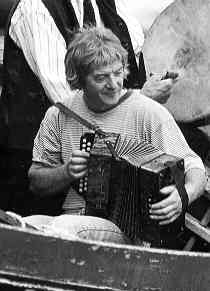
Charlie Piggott

Charlie Piggott (Cobh, 14 juli 1948) is een Ierse traditionele folkmuzikant, bespeler van de melodeon (trekzak) en de banjo. Afkomstig uit Cobh, County Cork speelde hij al traditionele muziek op jonge leeftijd. Hij was een van oprichters van de befaamde folkband De Dannan en was betrokken bij een aantal van hun albums. Daarna trad hij op met The Lonely Stranded Band. Charlie werkt nu als muzikant in Galway en treedt regelmatig op voor radio, televisie en traditionele muziekfestivals.

## Discografie
Met De Dannan
- 1975 De Dannan
- 1981 The Star Spangled Molly
- 1999 How the West was Won
- 2000 Welcome to the Hotel Connemara

Andere albums
- Sceil Eile
- Smokey Chimney
- Caise Ceoil
- 2000 The new Road
- The Best of the Gathering 2003-2004